# 瑟德尔河畔圣日耳曼
瑟德爾河畔圣日耳曼（法語：Saint-Germain-du-Seudre，法語發音：[sɛ̃ ʒɛʁmɛ̃ dy sødʁ]）是法国滨海夏朗德省的一个市镇，属于容扎克区。

## 地理
瑟德尔河畔圣日耳曼（45°30'43"N, 0°40'2"W）面积16.09 平方千米，位于法国新阿基坦大区滨海夏朗德省，该省份为法国西部滨海省份，北起旺代省，西临大西洋，南至吉倫特省，东南接多爾多涅省，东北接德塞夫勒省接壤，东临夏朗德省。
与瑟德尔河畔圣日耳曼接壤的市镇（或旧市镇、城区）包括：布里苏莫尔塔涅、尚帕尼奥勒、热莫扎克、吉伦特河畔圣福尔、维罗莱、弗卢瓦拉克。
瑟德尔河畔圣日耳曼的时区为UTC+01:00、UTC+02:00（夏令时）。

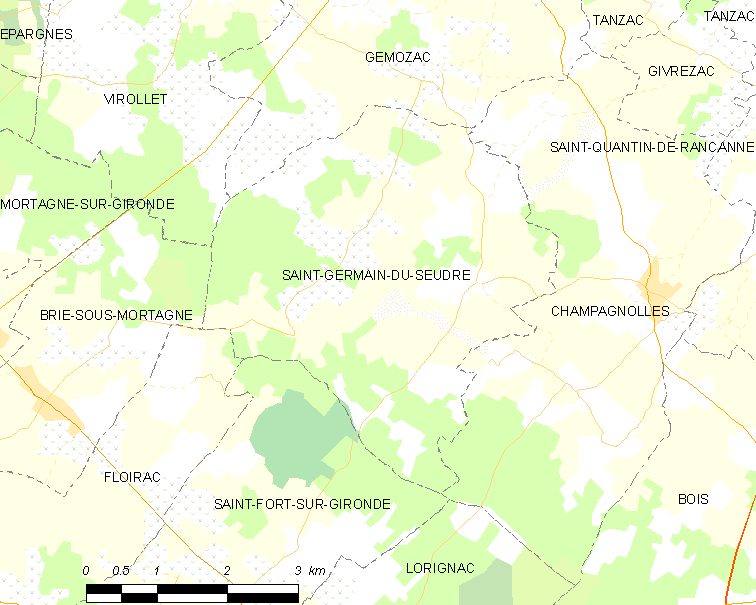
瑟德尔河畔圣日耳曼的OSM定位图

## 行政
瑟德尔河畔圣日耳曼的邮政编码为17240，INSEE市镇编码为17342。

## 政治
瑟德尔河畔圣日耳曼所属的省级选区为蓬镇县。

## 人口

1962-2008年间瑟德尔河畔圣日耳曼人口变化图示

瑟德尔河畔圣日耳曼于2022年1月1日时的人口数量为406人。